# Fuchsia excorticata
Fuchsia excorticata (voorheen Skinnera excorticata) is een fuchsiasoort beschreven door Johann Reinhold Forster en Georg Forster. De soortaanduiding excorticata is Latijn en betekent "uit de schors verwijderd". Bij de Maori's is deze boom bekend onder de naam kōtukutuku.

## Verspreiding
Het natuurlijke verspreidingsgebied is beperkt tot Nieuw-Zeeland, waar de plant voorkomt van zeeniveau tot ongeveer 1.000 m boven zeeniveau. Daar komt hij nog veelvuldig voor langs beken en rivieren met de wortels permanent in het water.

## Beschrijving

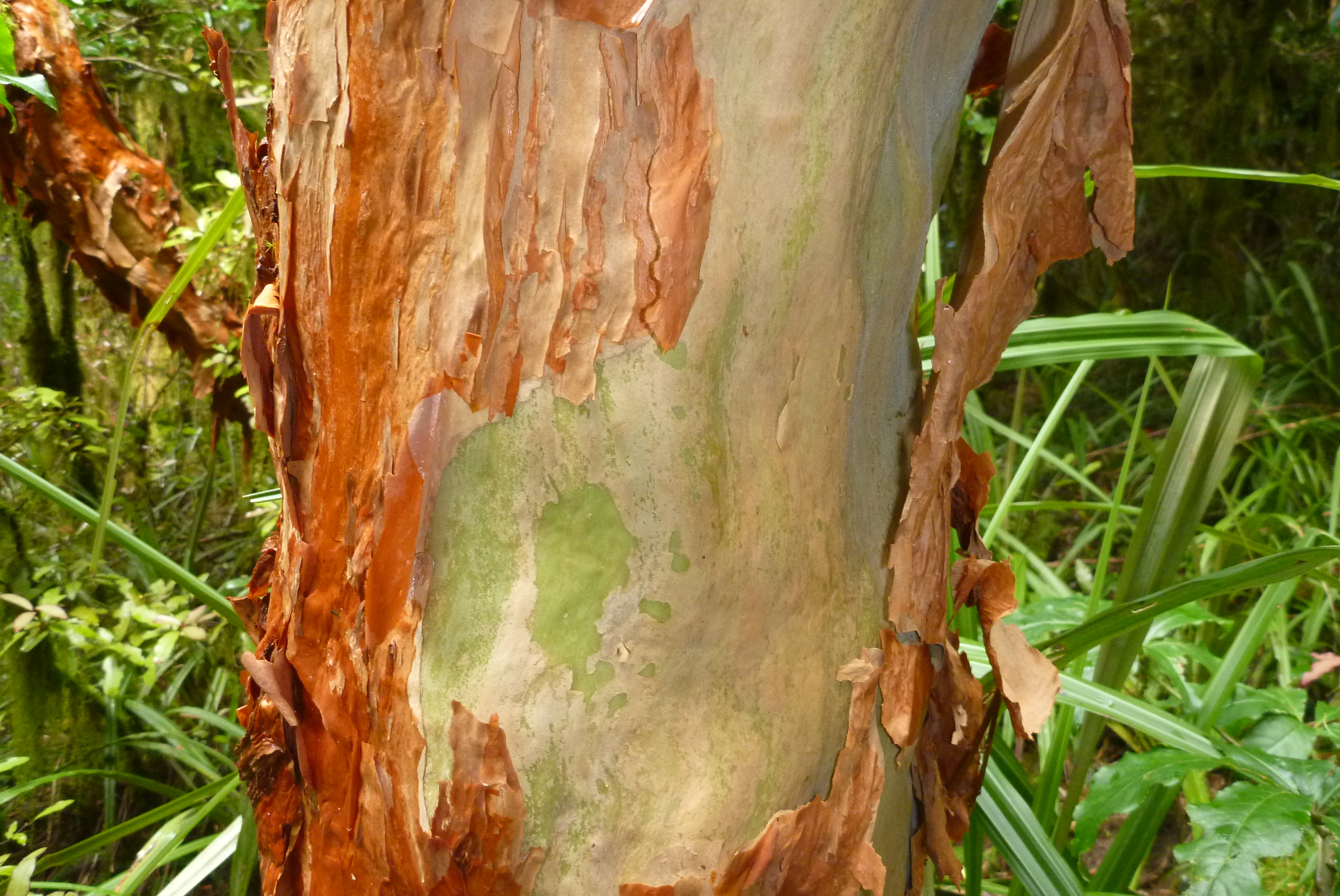
Schors

De kōtukutuku is in zijn natuurlijke omgeving en als oudere plant gemakkelijk te herkennen aan de schors die spontaan loskomt en de lichtgekleurde bast eronder laat zien.
De soort is het grootste lid van het geslacht Fuchsia en groeit tot een hoogte van 8–15 m. Sommige exemplaren hebben een lange levensduur, met knoestige stammen van meer dan een meter in diameter.
De bloei valt in de Nieuw-Zeelandse zomer en vindt plaats aan het kale hout. De plant is gynodioecisch met alleen vrouwelijke of met tweeslachtige bloemen. Deze laatste bloemen zijn beduidend groter. De bloembuis is groenig, sterk ingesnoerd aan de basis. De kelkbladen zijn ook groen en verkleuren bij het ouder worden naar donkerrood.
De rode meeldraden hebben blauw stuifmeel dat contrasteert met de gele stempel.
De bes, bekend als kōnini, is zwart of violet van kleur, langwerpig en cilindrisch, 10–12 mm lang, zoet en sappig.

## Cultuur
Deze boom kan wel wat verdragen maar na de vorstvrije overwintering moet hij wel heel vroeg in het voorjaar in het licht gebracht worden zodat hij kan bloeien.
In overeenstemming met de natuurlijke habitat staan oudere en goed doorwortelde exemplaren best op een beschutte plaats in de halfschaduw en in een schotel water. Zon en wind kunnen de bladeren zeer snel doen verdrogen.
Na de bloei kan probleemloos gestekt worden.

## Bijzonderheden
De bessen worden graag gegeten door de Maori's. De plant wordt gekweekt voor gebruik in jam en fruitige bereidingen. Het blauwe stuifmeel wordt gebruikt om gezichten mee te beschilderen.
De introductie van de voskoesoe in Nieuw-Zeeland veroorzaakte een ernstige afname van de kōtukutuku omdat de bladeren van deze boom een favoriete voedselbron van dit buideldier blijkt te zijn.

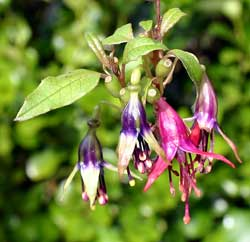
Bloem
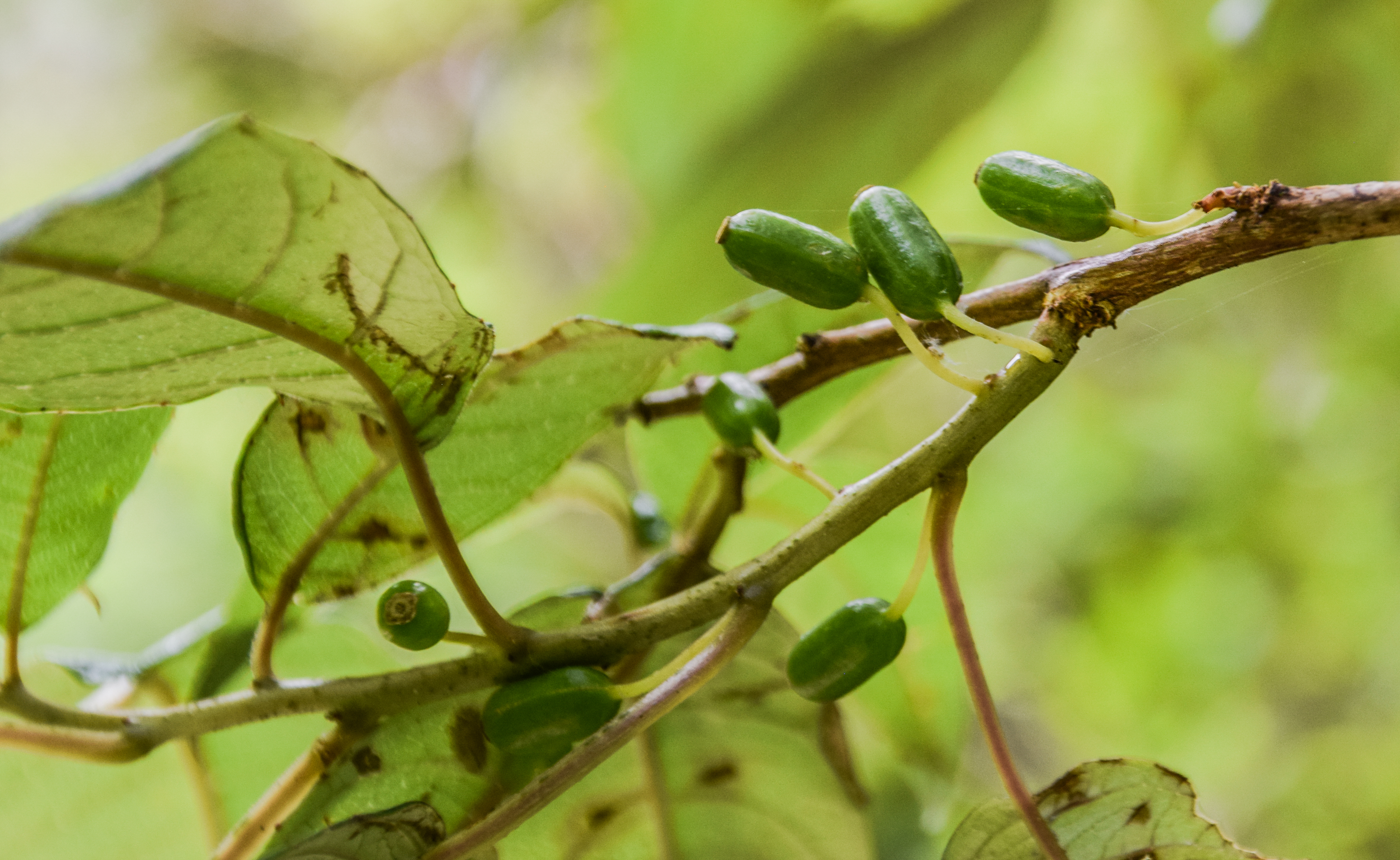
Bessen

... · 
F. arborescens · 
F. ×bacillaris · 
F. boliviana · 
F. excorticata · 
F. jimenezii · 
F. lycioides · 
F. magellanica · 
F. nigricans · 
F. pachyrrhiza · 
F. procumbens · 
F. simplicicaulis · 
F. splendens · 
F. tilletiana · 
...